# Pierre Lagorce
Pour les articles homonymes, voir Lagorce.
Pierre Lagorce est un homme politique français né le 16 mai 1914 à Pugnac (Gironde) et mort le 15 juin 2002 .

## Biographie
Son père, Pierre Lagorce est mécanicien, artisan-serrurier puis enfin petit entrepreneur. Sa mère Raymonde Émery est brodeuse et lingère. Ses grands-parents sont agriculteurs.
Pierre Lagorce, après le cours complémentaire à Langon, entre à l’Ecole normale d’instituteur de Saint-André-de-Cubzac en 1930 jusqu’en 1933, date à laquelle il est instituteur jusqu’en 1938. A l’Ecole normale, il retrouve René Cassagne avec qui il crée une section des étudiants socialistes. Durant son activité d’instituteur, il prépare et obtient une licence de lettres à la faculté de Bordeaux. Il suit des cours également à la faculté de droit de Paris.
Alors qu’il effectue son service militaire, les hostilités de la bataille de France débutent en 1940. Il commande alors une unité coloniale de l’infanterie de marine. A l’Armistice il est fait prisonnier et emprisonné dans l’Oflag VI-D de Münster puis dans l’Oflag IV-C de Colditz. Il est libéré en 1945.
En juillet 1947 il est reçu au concours d’administrateur à l’Assemblée nationale. D'abord  secrétaire de la Commission des lois constitutionnelles de 1947, il est détaché en Côte d'Ivoire de 1958 à 1959, à la demande du député Houphouët-Boigny'. Il y est secrétaire général de l'assemblée constituante, législative puis nationale de la République de Côte d'Ivoire.
À partir de 1954, il fait de nombreuses missions dans le Tiers-Monde, mais aussi en Suède, en Allemagne fédérale et aux États-Unis.
De retour à l’Assemblée nationale en 1964, il dirige le secrétariat de la division des lois, puis de celle des questions.

## Carrière politique
Tenu au devoir de réserve en tant que fonctionnaire de l'Assemblée nationale, il n'adhère à la SFIO qu'en 1965. Il est d'abord élu maire de Langon aux élections municipales de 1965, mandat qu'il conserve jusqu'en mars 1989.

## Détail des fonctions et des mandats

### Mandats parlementaires
- 12 mars 1967 - 30 mai 1968 : député de la 8e circonscription de la Gironde
- 30 juin 1968 - 1er avril 1973 : député de la 8e circonscription de la Gironde
- 11 mars 1973 - 2 avril 1978 : député de la 8e circonscription de la Gironde
- 19 mars 1978 - 22 mai 1981 : député de la 8e circonscription de la Gironde
- 14 juin 1981 - 1er avril 1986 : député de la 8e circonscription de la Gironde
- 12 juin 1988 - 1er avril 1993 : député de la 9e circonscription de la Gironde

### Mandats locaux
- mars 1965 - mars 1989 : maire de Langon